# Американская история спорта
«Американская история спорта» (англ. American Sports Story) — американский телесериал-антология в жанре драмы, созданный и поставленный Стю Зихерманом, Райаном Мёрфи и Брэдом Фэлчаком. 4 сериал одноимённой франшизы.
Первый сезон расскажет историю игрока NFL Аарона Эрнандеса.
Премьера 1 сезона состоялась 17 сентября 2024 года

## В ролях
- Джош Андрес Ривера — Аарон Хернандез
- Патрик Шварценеггер — Тим Тибоу
- Тэмми Бланчард — Терри Хернандез
- Линдси Мендес — Таня Синглтон
- Тони Язбек — Урбан Мейер
- Норберт Лео Батц — Билл Беличик

## Список эпизодов
| № общий | № в сезоне | Название                                                                       | Режиссёр        | Автор сценария                      | Дата премьеры    | Произв. код | Зрители в США (млн) |
| ------- | ---------- | ------------------------------------------------------------------------------ | --------------- | ----------------------------------- | ---------------- | ----------- | ------------------- |
| 1       | 1          | «Если это случится» «If It's To Be»                                            | Карл Франклин   | Стью Зичерман                       | 17 сентября 2024 | TBA         | 0.273               |
| 2       | 2          | «Последствия, с крайним предубеждением» «Consequences, with Extreme Prejudice» | Карл Франклин   | Райан Фарли                         | 17 сентября 2024 | TBA         | TBA                 |
| 3       | 3          | «Молитва для избавления от гомосексуализма» «Pray the Gay Away»                | Пэрис Баркли    | Челси Лора                          | 24 сентября 2024 | TBA         | 0.207               |
| 4       | 4          | «Деньги на день рождения» «Birthday Money»                                     | Пэрис Баркли    | Челси Лора и Райан Фарли            | 1 октября 2024   | TBA         | TBA                 |
| 5       | 5          | «Человек» «The Man»                                                            | Мэгги Кайли     | Доминик Фоксуорт и Лиз Туччилло     | 8 октября 2024   | TBA         | TBA                 |
| 6       | 6          | «Геральд Стрит» «Herald Street»                                                | Мэгги Кайли     | Мэттью Ходжсон                      | 15 октября 2024  | TBA         | TBA                 |
| 7       | 7          | «Грязная боль» «Dirty Pain»                                                    | Стивен Каналс   | Ли Эдвард Колстон II                | 22 октября 2024  | TBA         | TBA                 |
| 8       | 8          | «Один» «Odin»                                                                  | Стивен Каналс   | Хади Николас Диб                    | 29 октября 2024  | TBA         | TBA                 |
| 9       | 9          | «Что осталось позади» «What's Left Behind»                                     | Дженнифер Линч  | Хади Николас Диб и Стейси МакКормак | 5 ноября 2024    | TBA         | TBA                 |
| 10      | 10         | «Кто убил Аарона Эрнандеса?» «Who Killed Aaron Hernandez?»                     | Майкл Аппендаль | Стью Зичерман и Трэйси Скотт Уилсон | 12 ноября 2024   | TBA         | TBA                 |